# Násobná vazba kov–ligand
Násobná vazba kov–ligand je chemická vazba mezi ligandem a atomem kovu, jejíž řád je vyšší než 1. Komplexy obsahující takové vazby jsou oblastí akademického i praktického zájmu; například komplexy přechodných kovů s karbeny katalyzují metateze alkenů. Oxokomplexy jsou meziprodukty řady katalytických oxidací.
Označování vazeb kov-ligand jako vícenásobných je sporné. Z hlediska symetrie se většina ligandů váže na kovy násobnými vazbami a označení „násobná vazba kov–ligand“ bývá často vyhrazeno pro ligandy typu CRn a NRn (n = 0, 1, 2) a ORn (n = 0, 1), kde R je H, organická skupina nebo pseudohalogenid. Historicky se sem neřadí CO a NO+, ani halogenidy.

## Pí-donorové ligandy
Pí-donorové ligandy mají zaplněné nevazebné orbitaly překrývající se s orbitaly vytvořenými kovem. Jejich interakce jsou protipólem těch, které se objevují u pí-akceptorů. Jedním z důsledků těchto interakcí je možnost existence koncových oxo ligandů u raných přechodných kovů. Obvyklými pí-donory jsou oxidy (O2−), nitridy (N3−), imidy (RN2−), alkoxidy (RO−), amidy (R2N−) a fluoridy. U pozdních přechodných kovů silné pí-donory vytvářejí protivazebné interakce se zaplněnými orbitaly d, což ovlivňuje spinové stavy, redoxní potenciály a rychlosti výměny ligandů. Pí-donorové ligandy se nacházejí na začátku spektrochemické řady.

## Stabilizace násobných vazeb
Kovy vázané na trojvazné ligandy - karbyny, imidy, nitridy (nitrido) a oxidy (oxo) ligandy mívají nižší počty d elektronů a vysoká oxidační čísla. Vysoká oxidační čísla kovů stabilizují silně redukované ligandy. Nízký počet d elektronů umožňují existenci řady vazeb mezi ligandy a kovy. Pokud má kovové centrum orbitaly typu d0, pak může vytvořit až 9 vazeb, aniž by došlo k porušení pravidla 18 elektronů, zatímco d6 kovy mohou vytvořit jen 6 vazeb.

## Reaktivita vysvětlitelná hybridizací ligandů
Na kovy se mohou vázat ligandy, které lze popsat jako iontové, ale mají několik dostupných volných elektronových párů; patří sem mimo jiné řada alkoxidů, které využívají jeden ze tří volných párů ke vzniku jednoduché vazby s kovem. Kyslík je zde podle teorie valenčních vazeb sp3-hybridizován. Nárůst řádu vazby na 2 zapojením dalšího elektronového páru změní hybridizaci kyslíku na sp2, zvětší úhel M-O-R a zmenší délku vazby M-O. Pokud se zapojí všechny tři páry a vznikne tak trojná vazba, pak dojde k dalšími zkrácení vazby M-O a změně hybridizace kyslíku na sp, úhel M-O-R se tak změní na 180˚ a řetězec se stane lineárním. Obdobně také imidokomplexy mohou být ohnuté (sp2) nebo lineární (sp). Dokonce i oxoligandy mohou mít sp2 nebo sp hybridizované centrální atomy. Trojvazné oxoligandy, podobně jako oxid uhelnatý v karbonylech, mají částečný kladný náboj na kyslíku, který tak nereaguje s Brønstedovými kyselinami. Při redukcích těchto komplexů se trojné vazby často mění na dvojné, kdy kyslík nemá částečný kladný náboj a může reagovat s kyselinami.

## Konvence

### Znázorňování vazeb
Imido ligandy, také nazývané imidy či nitreny, nejčastěji vytváří s kovy „lineární šestielektronové vazby“. Ohnuté imido ligandy se, vzhledem k počtu elektronů, dostupnosti orbitalových vazeb, a podobným jevům, vyskytují vzácně. U jakýchkoliv imidových ligandů se obvykle znázorňují vazby pouze dvojicí čar, a to i u nejběžnějších lineárních imidů se šestielektronovými vazbami na kov. Podobně se také amidokomplexy znázorňují jedinou čarou mezi kovem a ligandem, přestože jsou příslušné vazby většinou čtyřelektronové. Alkoxidy bývají znázorňovány s jednoduchými vazbami, přestože se u nich běžně vyskytují vedle dvouelektronových i čtyřelektronové vazby. Oxoligandy lze nakreslit s dvojicí čar, ať už je tvoří 4 nebo 6 elektronů, i když se poměrně běžně šestielektronové vazby v jejich komplexech znázorňují třemi čarami.

### Znázornění oxidačních čísel
Existují dva způsoby vyznačení oxidačního čísla kovu, založené na skutečném rozdělení nábojů okolo centra. Za správná znázornění rozdělení náboje kolem kovového centra se zpravidla považují oxidační stavy do +3.
[MIIILn]3+ vs. [O=M5+Ln]3+